# Tägneby
Tägneby är en bebyggelse söder om Roxen i Linköpings kommun. Sedan 2020 avgränsar SCB här en småort.